# Joao Urbáez
Joao Andrés Urbáez Gómez (Madrid, España, 24 de julio de 2002) es un futbolista hispano-dominicano que juega en la posición de defensa en el CD Leganés "B" de la Tercera Federación. Es internacional con la selección de República Dominicana y participó en los Juegos Olímpicos de París 2024.

## Trayectoria
Inició su carrera en las categorías inferiores del Rayo Vallecano.
Se incorporaría al juvenil de la Agrupación Deportiva Alcorcón para la temporada 2020/21. La temporada siguiente daría el salto al equipo filial, el Alcorcón B, con el que disputaría la fase de ascenso a la Segunda Federación.
El 1 de septiembre de 2023 se confirmó su pase al CD Leganés B. El 16 de agosto de 2024 fue convocado por el primer equipo para disputar la primera jornada de LaLiga.

## Selección
Tras jugar para la selección de fútbol sub-23 de República Dominicana, finalmente debutó con la selección absoluta de la República Dominicana el 6 de junio del 2022, frente a Guayana Francesa, en un partido correspondiente a la Liga de Naciones de la Concacaf 2022-23.

### Participaciones en Juegos Olímpicos
| Juegos Olímpicos               | Sede    | Resultado      | Partidos | Goles |
| ------------------------------ | ------- | -------------- | -------- | ----- |
| Juegos Olímpicos de París 2024 | Francia | Fase de grupos | 3        | 0     |

## Clubes
| Club          | País   | Año       | Partidos | Goles |
| ------------- | ------ | --------- | -------- | ----- |
| AD Alcorcón B | España | 2021-2023 | 49       | 0     |
| CD Leganés B  | España | 2023-     | 52       | 0     |
| CD Leganés    | España | 2025-     |          |       |